# Luis Stephens
Luis Stephens Margolis (* 21. Mai 1938 in Mexiko-Stadt) ist ein ehemaliger mexikanischer Degenfechter.
Stephens nahm 1972 an den Olympischen Spielen in München teil. Im Degenwettbewerb schied er in der 2. Runde aus. Er war zudem Mitglied des mexikanischen Degenteams, das im Mannschaftswettbewerb in der 1. Runde ausschied.